# راحول آواره
راحول آواره (به انگلیسی: Rahul Aware؛ زادهٔ ۲ نوامبر ۱۹۹۱) یک کشتی‌گیر آزادکار اهل هند است.
وی مدال برنز مسابقات قهرمانی کشتی جهان ۲۰۱۹ را کسب کرده است.

## مسابقات قهرمانی کشتی جهان ۲۰۱۹
آواره در وزن ۶۱ کیلوگرم کشتی آزاد مسابقات قهرمانی کشتی جهان ۲۰۱۹ نورسلطان حاضر بود که در مسابقه های اول و دوم کریم حجکو از ترکمنستان و رسول کالیف از قزاقستان را شکست داد اما در نیمه نهایی به بکا لومیتادزه از گرجستان باخت و به دیدار رده‌بندی رفت. وی در دیدار رده‌بندی تیلر گراف از آلمان را شکست داد و مدال برنز وزن ۶۱ کیلوگرم را بدست آورد.